# Radio Free Europe / Radio Liberty
A Radio Free Europe/Radio Liberty (RFE/RL) é uma organização financiada pelo governo dos Estados Unidos que transmite e relata notícias, informações e análises para países da Europa Oriental, Ásia Central, Cáucaso e Oriente Médio, onde diz que "o fluxo livre de informações são proibidas pelas autoridades governamentais ou não totalmente desenvolvidas". RFE/RL é uma corporação privada, sem fins lucrativos 501(c)(3), supervisionada pela US Agency for Global Media, uma agência governamental independente que supervisiona todos os serviços de radiodifusão internacional do governo federal dos EUA.
RFE/RL transmite em 27 idiomas para 23 países. A organização está sediada em Praga, República Tcheca, desde 1995, e tem 21 escritórios locais com mais de 500 funcionários principais e 1 300 longevos e freelancers em países em toda a sua região de transmissão, bem como 700 funcionários em sua sede e escritório corporativo em Washington D.C.
Durante a Guerra Fria, a Rádio Europa Livre (RFE) foi transmitida para os países satélites soviéticos (incluindo os Estados Bálticos) e a Rádio Liberdade (RL) teve como alvo a União Soviética. A RFE foi fundada como uma fonte de propaganda anticomunista em 1949 pelo Comitê Nacional por uma Europa Livre. A RL foi fundada dois anos depois e as duas organizações se fundiram em 1976. Os governos comunistas frequentemente enviavam agentes para se infiltrar na sede da RFE, e a KGB regularmente bloqueava seus sinais. A RFE/RL estava sediada em Englischer Garten em Munique, Alemanha Ocidental, de 1949 a 1995. As operações europeias foram reduzidas significativamente desde o fim da Guerra Fria.